# Sterrhopterix calvella
Sterrhopterix calvella är en fjärilsart som beskrevs av Ferdinand Ochsenheimer 1810. Sterrhopterix calvella ingår i släktet Sterrhopterix och familjen säckspinnare. Inga underarter finns listade i Catalogue of Life.